# Sonnenallee
Die Sonnenallee ist eine im 19. Jahrhundert angelegte Straße in Berlin, gelegen in den Bezirken Neukölln (Ortsteil Neukölln) und Treptow-Köpenick (Ortsteil Baumschulenweg). Durch den gleichnamigen Film erlangte sie Ende der 1990er Jahre deutschlandweit Bekanntheit.

## Lage und Beschreibung
Die Sonnenallee ist knapp fünf Kilometer (4,5 km in Neukölln und 400 m in Treptow-Köpenick) lang. Nordwestlich beginnt sie als Fortsetzung der Urbanstraße am Hermannplatz. Sie führt nach rund 2600 m unter der Ringbahntrasse hindurch und überquert kurz darauf den Neuköllner Schifffahrtskanal. Nach der Kreuzung mit dem Straßenzug Grenzallee – Dammweg tangiert die Sonnenallee Kleingartenanlagen und zwei größere Wohnsiedlungen und mündet an ihrem südöstlichen Ende auf die Baumschulenstraße (Berlin-Baumschulenweg).
Mehrere Stadtplätze wie der Hermannplatz, der Hertzbergplatz und der Venusplatz tangieren die Straße. Ursprünglich besaß der Verkehrsweg auf voller Länge eine Mittelpromenade und beiderseitigen Baumbestand (Allee), auf der bis 1965 Straßenbahngleise lagen. In den 1980er Jahren wurde die Mittelpromenade an einigen Stellen durch weitere Fahrbahnen oder Parkstreifen ersetzt. Die Straße ist komplett sechsstreifig ausgebaut und eine wichtige Verkehrsader im Südosten Berlins. Der Hausnummernverlauf folgt seit 1938 dem Prinzip der Orientierungsnummerierung, also links die ungeraden, rechts die geraden Nummern.

## Geschichte

### Straßenausbau und Namensvergabe

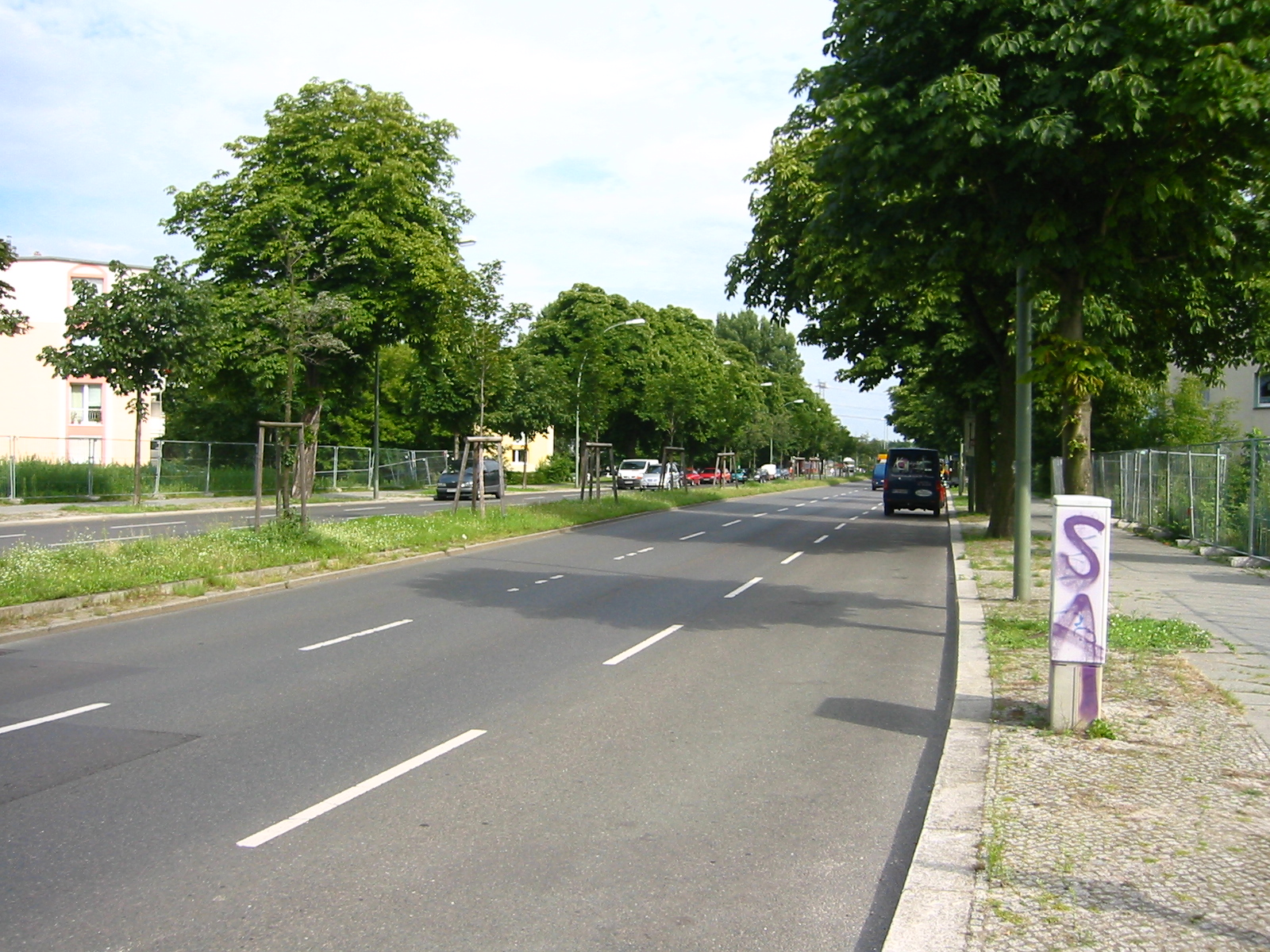
Blick in Höhe Heidekampgraben nach Südost Richtung Baumschulenstraße

Die Straße wurde um 1880 in einem sumpfigen Gebiet Rixdorfs angelegt, um Wohnungssuchende aus der in die Städte drängenden Bevölkerung während der Landflucht des ausgehenden 19. Jahrhunderts aufnehmen zu können. Die Bewohner dieses Gebietes gehörten zur Jahrhundertwende zu den ärmeren Bevölkerungsschichten. Die Straße hieß nach dem Bebauungsplan schlicht Straße 84. Nach dem Tod Kaiser Friedrich III. im Jahr 1888 erhielt sie 1893 zu seinen Ehren den Namen Kaiser-Friedrich-Straße.
Bei ihrer ersten Aufnahme in das Berliner Adressbuch 1894 reichte sie mit entsprechender Randbebauung von der Hermannstraße / Kottbusser Damm bis zur Reuterstraße und war damit nur etwas mehr als 300 m lang. Die Liste enthält mehrfach die Hinweise „Baustellen“ sowie „Neubau“. Ihre Hausnummern waren in Hufeisenform entgegengesetzt dem Uhrzeigersinn festgelegt.
Schon im Folgejahr zeigt das Adressbuch die ostwärtige Fortführung über drei Plannummernstraßen bis zur Kreuzung mit dem Straßenzug Erkstraße – Wildenbruchstraße auf rund 1150 m Länge. Die Baustellen waren fertiggestellt und die Parzellen umfassten jetzt statt vorher fünf nun bereits 248 Nummern, wobei für eine geplante und schrittweise vorzunehmende Straßenerweiterung die Nummern 13–234 freigehalten wurden. Als Bauherren und damit Eigentümer der Gebäude traten fast nur Privatleute, insbesondere Handwerksmeister auf. Im Jahr 1897 erschien unter der Hausnummer 4 eine Gemeindeschule von Rixdorf, wenige Jahre später hieß sie „9. und 10. Gemeindeschule“.
Außer zahlreichen Mietwohnhäusern hatte sich in der Kaiser-Friedrich-Straße 241 die Klavierfabrik („Pianoforte-Fabrik“) von August Heise angesiedelt und entlang der Straße fanden viele kleine Händler, Dienstleister und Handwerker ein Auskommen. Gastwirtschaften durften selbstverständlich auch nicht fehlen, besaß doch Rixdorf in dieser Zeit zwei größere Brauereien.
Um die Jahrhundertwende stiegen die Einwohnerzahlen weiter, weshalb – außer in Berlin – auch in Rixdorf und den umliegenden Orten eine rege Bautätigkeit einsetzte. Außerdem gründeten sich erste größere Fabriken und suchten Arbeiter. Für die neue Belegschaft musste deshalb schnell und preisgünstig Wohnraum geschaffen werden. Die Aufstockung vorhandener Wohnhäuser und die Ausnutzung hinterer Flächen für Seitenflügel und Querhäuser verdichteten den Gebäudebestand.
In der Kaiser-Friedrich-Straße zeigte sich diese Entwicklung durch Vervielfachung der Mieter pro Haus. Des Weiteren wurden einige der frei gehaltenen Grundstücke in Richtung Südosten schrittweise bebaut. Als erster Großbetrieb ist auf dem Grundstück 227/228 die Nähmaschinenfabrik Gebr. Rothmann vermerkt. Als Eigentümer der freien Flächen und Baustellen tritt mehrfach die Neue Immobilien-Aktien Bank (Berlin) (später: „Gesellschaft“) auf.
Die zweite südöstliche Straßenverlängerung erfolgte im Jahr 1900, diesmal über die Elbestraße vorgezogen bis zur Treptowerstraße/ Hertzbergstraße mit wiederum vielen „Baustellen“ und „Neubauten“.

### Dritte und vierte Verlängerung und Anschluss an das Eisenbahnnetz
Im Jahr 1901 begann die Berlin-Rixdorfer Terraingesellschaft mit der Bebauung der Parzellen 229–234. Zwischen Schönstedtstraße und Erkstraße wurde im gleichen Jahr ein Lagerplatz der Großen Berliner Pferdestraßenbahn genannt, der dem Abbau des Betriebshofs IV des Vorläufers der Berliner Straßenbahn in der Erkstraße diente. Das Pferdebahndepot wurde nun aufgelöst.
Die vierte Straßenverlängerung (Parzellen 45–172) erfolgte 1905 bis zur Ringbahn und der Ringbahnstraße. Hier errichtete jetzt der Rixdorfer Spar- und Bauverein eGmbH neue Wohnanlagen und weitere Maurermeister traten als Eigentümer und Bauherren auf den Plan. An der Ecke Wildenbruchstraße konnte das Gebäude der Polizeidirektion eröffnet werden.
Parallel zu den Straßenausbauarbeiten wurden Wasser- und Abwasserleitungen sowie Gasanschlüsse entlang der Straße verlegt. An der Straßenkreuzung Ringbahn- / Saalestraße befand sich nun die (zweite) Städtische Gasanstalt der Gemeinde Rixdorf (Kaiser-Friedrich-Straße 137–142 Ecke Teupitzer Straße 15–35). Für die Entwässerung ließ Rixdorf zusammen mit der Berliner Verwaltung das Pumpwerk Süd-Ost anlegen (nach 1939 Parzellennummern 283–289).
Über mehrere Parzellen hinweg (Nummern 177–182) einschließlich anliegender Querstraßen ließ der Rixdorfer Beamten-Wohnungsverein ab 1905 eine Wohnsiedlung für seine Mitglieder bauen. Im Jahr 1907 waren die Gebäude bereits fertig und die Wohnungen vollständig vermietet. Außerdem gesellten sich weitere Betriebe in der Straße hinzu wie eine Holzmosaikfabrik oder eine Schraubenfabrik (Nummer 218).
Neben den auch in der Kaiser-Friedrich-Straße schon vorhandenen evangelischen Gemeindeschulen (je eine für Knaben und eine für Mädchen) entstand in diesen Jahren die städtische höhere Bildungsanstalt Kaiser Friedrich-Realgymnasium und Realschule (Hausnummern 208–210 mit Wohnungen für den Schuldiener und den Direktor). Schon bald darauf wurde im Adressbuch neben einem Kaiser- und Kriegerdenkmal das Wandgemälde in dieser Schulaula als Sehenswürdigkeit in Neukölln (wie Rixdorf jetzt hieß) erwähnt. Eine Fabrik „E. Hoppe“ wurde als Baustelle geführt (Nummern 230/231).

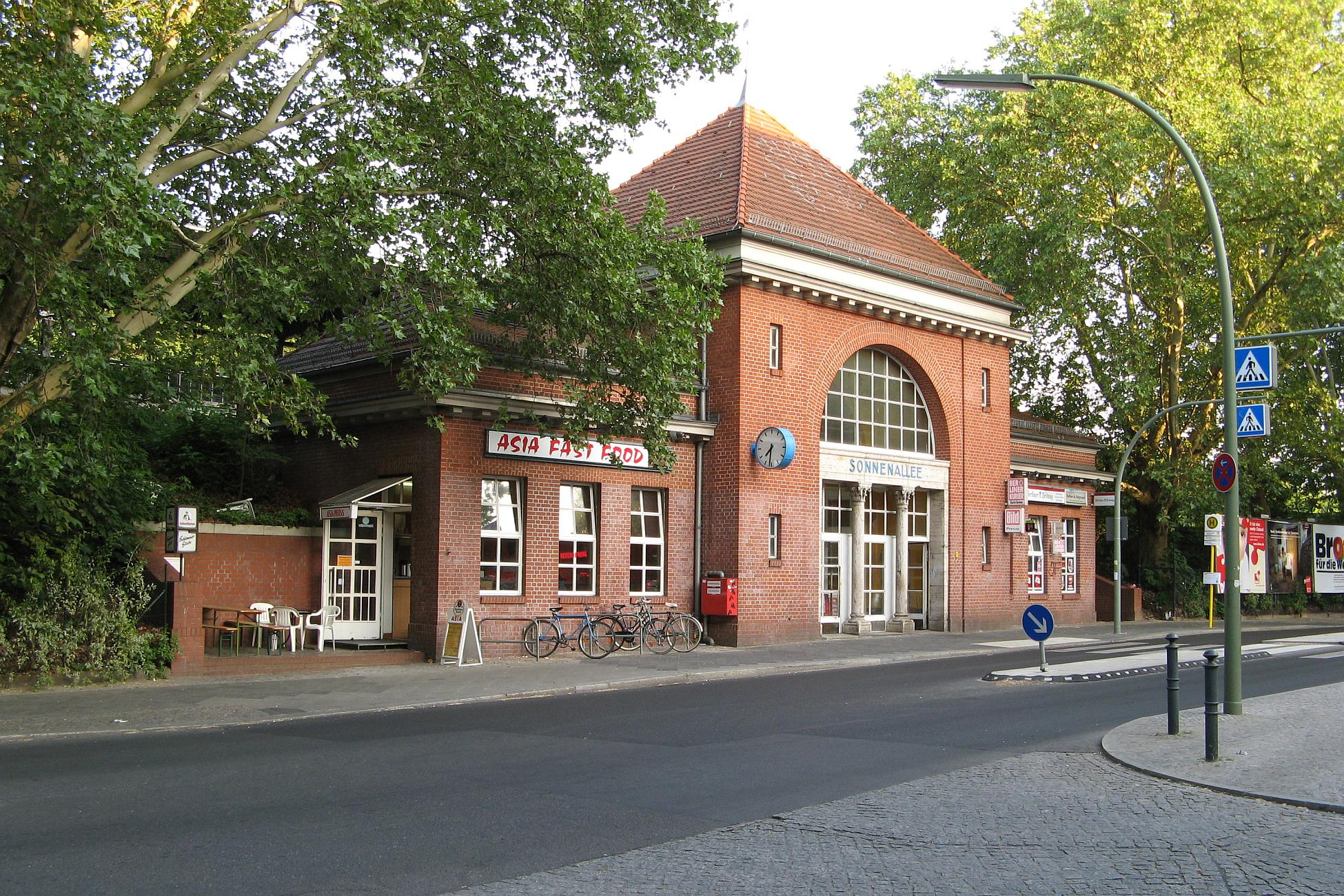
S-Bahnhof Sonnenallee der Ringbahn, westlicher Eingang in der Saalestraße

Im Bereich der Hausnummern 157–160 entstand neben dem Hertzbergplatz ein Sportplatz. Er diente dem Fußballverein Normannia Rixdorf (heute: 1. FC Neukölln) als Trainings- und Spielstätte.

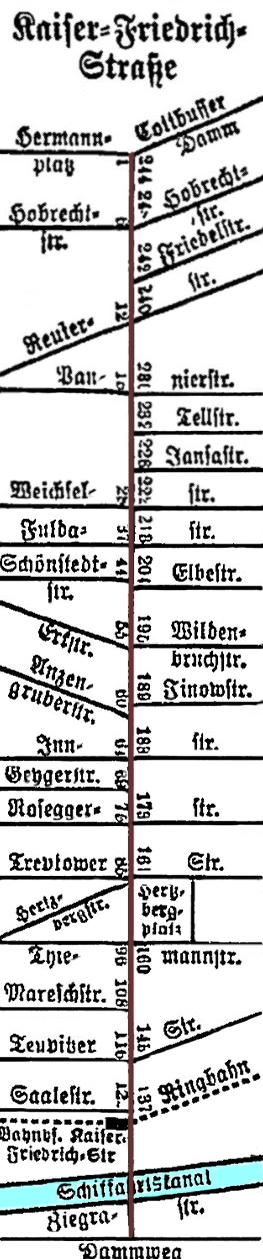
Straßenbild Kaiser-Friedrich-Straße, um 1926

Die Verkehrssituation musste in den Jahren des enormen Zuzugs an dieser Straße deutlich verbessert werden. Zahlreiche Straßenbahnlinien erschlossen schon das Straßennetz von Rixdorf. Bereits 1872 war an der Ringbahn der heutige Bahnhof Neukölln an der Berliner Straße (heute: Karl-Marx-Straße) in Betrieb gegangen. Die Gemeindeverwaltung vereinbarte mit der Königlichen Direction der Niederschlesisch-Märkischen Eisenbahn (NME, Teil der Preußischen Staatseisenbahnen), einen weiteren Bahnhof an der Kaiser-Friedrich-Straße einzurichten. Der Rixdorfer Architekt Reinhold Kiehl lieferte die Baupläne und ab 1911 entstand die neue Bahnhofsanlage. Sie konnte am 1. Oktober 1912 unter dem Namen Ringbahnstation Kaiser-Friedrich-Straße eröffnet werden. Die Straße kreuzte niveaugleich die Bahntrasse. Das erhalten gebliebene Empfangsgebäude mit seinem Eingang in der Saalestraße des heutigen S-Bahnhofs Sonnenallee ist mittlerweile ein Baudenkmal.

### Eine Trasse erhält den Namen Sonnenallee
Die um das Jahr 1914 errichtete Kaiser-Friedrich-Straßenbrücke (heute: Sonnenbrücke) über den Neuköllner Schifffahrtskanal ermöglichte eine Verlängerung der Straße nach Südosten und stellte damit die Verbindung zu den Eiswerken am Dammweg her. Bereits vorher muss eine solche Wegeverbindung bestanden haben, denn die erzeugten Natureis-Stangen wurden mittels Fuhrwerken an Lebensmittelhändler, Gastwirtschaften, Brauereien und teilweise auch an Privathaushalte in Rixdorf geliefert. Eine Trassierung ohne Straßennamen ist auf vorherigen Straßenplänen erkennbar.
Etwa zur gleichen Zeit wurde an der bereits 1896 in Betrieb genommenen Neukölln-Schöneweider Eisenbahnstrecke der Bahnhof Köllnische Heide in der Nähe des Dammwegs angelegt und im August 1920 eröffnet.
Die Gemeindeverwaltung beschloss entsprechend den gestiegenen Bevölkerungszahlen, neue Schulen einzurichten. So gab es im Jahr 1916 in der Kaiser-Friedrich-Straße die 1. und 2. Hilfsschule mit einer Schwerhörigenklasse (Nummern 207, 182).
In den letzten Jahren des Ersten Weltkriegs sind südlich der Kanalbrücke in der verlängerten Kaiser-Friedrich-Straße weitere Fabriken gegründet worden. 1919 findet man beispielsweise unter den Grundstücksnummern 132/133 die Maschinenfabrik Kraußer & Co. KG, Jacobius und Söhne GmbH Nachf. Schuhfabrik sowie Schäfer & Reiche, Militärausrüstungsgegenstände und bei den Nummern 135/136 gibt es die Deutsche Oxydric AG Sauerstoffwerk (Berlin). Die beiden zuletzt genannten sind im Jahr 1922 an dieser Stelle getilgt, dafür ist die Neuköllner Stadtbaugesellschaft Hoch- und Tiefbau eingetragen. Die vorherigen Fabrikhallen erhielten 1923 mit der Kontrolluhr- und Apparatebau GmbH sowie der ,Milsana’ Milchseparatorenfabrik neue Nutzer. Nach einem weiteren Jahr taucht dafür die Stamm & Nebelginne Fabrik für Kleineisenwaren auf. 1927 ist hier die Nat. Reg. Kassen GmbH zu finden, aus der um 1933 die Grünebergs Reg. Co AG hervorging. Immer wieder scheinen die Betriebe in den Gebäuden gewechselt zu haben, wie Beispiele von 1933 und 1938 zeigen: Kipp-Ordner-Werk, Büro-Artikel AG, ,Regga’ Briefordnerfabrikation oder der Futtermittelhersteller H. Diederichsmeier tauchten in der Kaiser-Friedrich-Straße 132/133 dafür auf.
Vor der Eingemeindung der Stadt Neukölln sowie der umliegenden Ortschaften nach Groß-Berlin erhielt die neu angelegte Trasse der verlängerten Kaiser-Friedrich-Straße zwischen der Kanalbrücke und dem Dammweg am 20. April 1920 den Namen ‚Sonnenallee‘.
Die aus einem Teil des vorherigen namenlosen Weges zu den Eiswerken geschaffene Sonnenallee bildete nun die Verlängerung der Kaiser-Friedrich-Straße in Richtung Südosten. Deren Fortsetzung jenseits des Heidekampgrabens bis zur Baumschulenstraße in der Gemarkung Treptow erhielt am 16. August 1928 ebenfalls den Namen ‚Sonnenallee‘, die nun vom Neuköllner Schifffahrtskanal bis zur Baumschulenstraße im heutigen Ortsteil Baumschulenweg reichte.

### Zeit des Nationalsozialismus: Der Straßenzug wird zur Braunauer Straße
Im Abschnitt Sonnenallee 9–23 in Neukölln war um 1935 der Sportplatz ‚Tasmania‘ für den Deutschen Fußball-Bund und für den Bund Brandenburgischer Ballspielvereine angelegt worden. Im Treptower Teil sind Baustellen angegeben. Die Hausnummern 73–187 wurden freigehalten.
Der Straßenzug aus Kaiser-Friedrich-Straße und Sonnenallee wurde am 11. Mai 1938 zusammengefasst und Braunauer Straße (nach Braunau am Inn, dem Geburtsort Adolf Hitlers) benannt. Der S-Bahnhof Kaiser-Friedrich-Straße und die Kaiser-Friedrich-Straßenbrücke wurden erst am 1. Oktober 1939 entsprechend umbenannt. Seither reicht die Allee vom Hermannplatz bis zur Baumschulenstraße und ist knapp fünf Kilometer lang.

#### Umnummerierung aller Grundstücke und weitere Entwicklungen
Nun war eine neue Hausnummernzuordnung notwendig. Beschlossen wurde, weiterhin die Nummer 1 am Hermannplatz beginnen zu lassen. Die neu vergebenen Nummern lagen zwischen 1 und 400. Daraus resultierten komplette Hausnummernänderungen, die auch bei allen kommunalen Einrichtungen wie Schulen, Polizeiwache, Arbeitsamt vorzunehmen waren.
Folgende Gegenüberstellung dient der Orientierung:
- 1–125 wurden zu 6–400 (gerade Zahlen; 2 und 4 sind nicht vergeben),
- die vorherige Doppel-Gemeindeschule trug nun die Nummer 10 und hieß 17. und 18. Volksschule,
- das Gymnasium (vorher Nummern 208/210) hatte jetzt die Adresse Braunauer Straße 79,
- das Polizeigebäude erhielt die Nummer 107/109,
- das oben mehrfach genannte Fabrikgelände trug jetzt die Parzellennummern 221/223,
- 248–126 wurden zu 1–399 (ungerade Zahlen).

An der Braunauer Straße 241–257 entstand um 1941/1942 auf dem vorherigen Tasmania-Sportplatz ein Zweigwerk der Albert Hirth AG, die sich mit Motorendetails befasste.

#### Zwangsarbeiterlager
In der Braunauer Straße gab es eine Anzahl von Zwangsarbeiterlagern:
- Braunauer Straße 9 – Lager von Reindl & Nieberding, SO 36, Kottbusser Ufer 7[19]
- Braunauer Straße 19[20]
- Braunauer Straße 34 – Lager von AEG AT (Apparatewerk Treptow) im Lokal Zur Weltkugel[21]
- Braunauer Straße 48 – Lager der Firma Goliasch & Co., Braunauer Straße 47/49[22]
- Braunauer Straße 50 – Lager der Firma Goliasch & Co., Braunauer Straße 47/49[23]
- Braunauer Straße 56–58 – Lager des Germania Spiralfederwerks[24]
- Braunauer Straße 62[25]
- Braunauer Straße 80[26]
- Braunauer Straße 106[27]
- Braunauer Straße 127[28]
- Braunauer Straße 164 – Lager von Ehrich & Graetz, später Blaupunktwerke, Wilmersdorf, Forckenbeckstraße 9–13[29]
- Braunauer Straße 165 – Lager von National Krupp (möglicherweise eine Verwechslung mit dem Lager in Hausnummer 185)[30]
- Braunauer Straße 185–187 – Lager von National Krupp. Neben den Lagern auf dem Werksgelände in der Thiemannstraße und in der Turnhalle der Schule am Hertzbergplatz betrieb National Krupp auf diesem Gelände ein Barackenlager. Ab 1944 wurde es ein Außenlager des KZ Sachsenhausen, in dem ungarische Jüdinnen untergebracht waren[31][32][33]
- Braunauer Straße 241–257 – Lager der Albert Hirth AG (AHAG) für Ostarbeiter, Italiener, Franzosen, Holländer. Zwischen 1942 und 1944 wurden von dort zahlreiche Zwangsarbeiter nach Neudamm (Adolf Hitler Platz / Soldiner Straße 9/13 und Soldiner Straße 56) verlegt, wo Hirth offenbar ein Zweigwerk betrieb[34]
- ohne Hausnummer wird ein Lager der Osram GmbH, Werk D genannt[35]

### Umbenennung in Sonnenallee, Mauerbau und die Folgen
Auf Beschluss des Berliner Magistrats erhielt die Braunauer Straße am 31. Juli 1947, über zwei Jahre nach Ende des Zweiten Weltkriegs in Europa, den Namen Sonnenallee. Auch weil es in Charlottenburg bereits seit 1892 eine Kaiser-Friedrich-Straße gab, wurde dieser Name nicht wieder vergeben. Bei dieser Gelegenheit wurden die Hausnummern noch einmal geringfügig nachjustiert, sie enden seither an der Baumschulenstraße bei 411 (ungerade) beziehungsweise 416 (gerade).
Die unter Bebauung und Besonderheiten dargestellten einzelnen Gebäude beziehen sich auf die seit 1947 gültigen Hausnummern.
Der Bau der Mauer am 13. August 1961 führte zu einem Abtrennen des südöstlichen Endes. Der im Bezirk Treptow von Ost-Berlin liegende Teil war mit etwa 400 Metern allerdings sehr kurz. Für West-Berliner und DDR-Bürger befand sich an der Grenze zwischen dem Amerikanischen und dem Sowjetischen Sektor ein Grenzübergang. Nach dem Abschluss des Passierscheinabkommens zwischen Ost- und West-Berlin gab es an diesem Übergang in den ersten Jahren vermehrten Andrang von Personen, die ihre Verwandten in Ost-Berlin besuchen wollten.
Auch die Sektorengrenze an der Sonnenallee konnte von DDR-Flüchtlingen (nach § 213 des Strafgesetzbuches der DDR: Ungesetzlicher Grenzübertritt) überwunden werden, wie das folgende Beispiel zeigt: Am 30. Oktober 1984 überwand ein 17-jähriger Jugendlicher (Name nicht bekannt geworden) aus dem Raum Potsdam mithilfe einer Leiter die Mauer in der Nähe des Übergangs Sonnenallee erfolgreich. Dagegen gelang es Chris Gueffroy in der Nacht vom 5. auf den 6. Februar 1989 nicht, über den Britzer Zweigkanal nahe der Sonnenallee in den Westteil der Stadt zu kommen: Er wurde von Soldaten der DDR-Grenztruppen erschossen. Der 20-jährige Gueffroy war das letzte Todesopfer an der Berliner Mauer, das durch den Einsatz von Schusswaffen ums Leben kam.

### Entwicklung ab den 1990er Jahren und Gedenkort Grenze
Als erste Maßnahme wurde noch im November 1989 die Straßenbarrikade der Berliner Mauer abgeräumt. Die Kontrollstelle war noch einige Monate in Betrieb, die Ost-Berliner mussten hier ihre Personaldokumente vorzeigen, die von den Grenzorganen der DDR abgestempelt wurden.

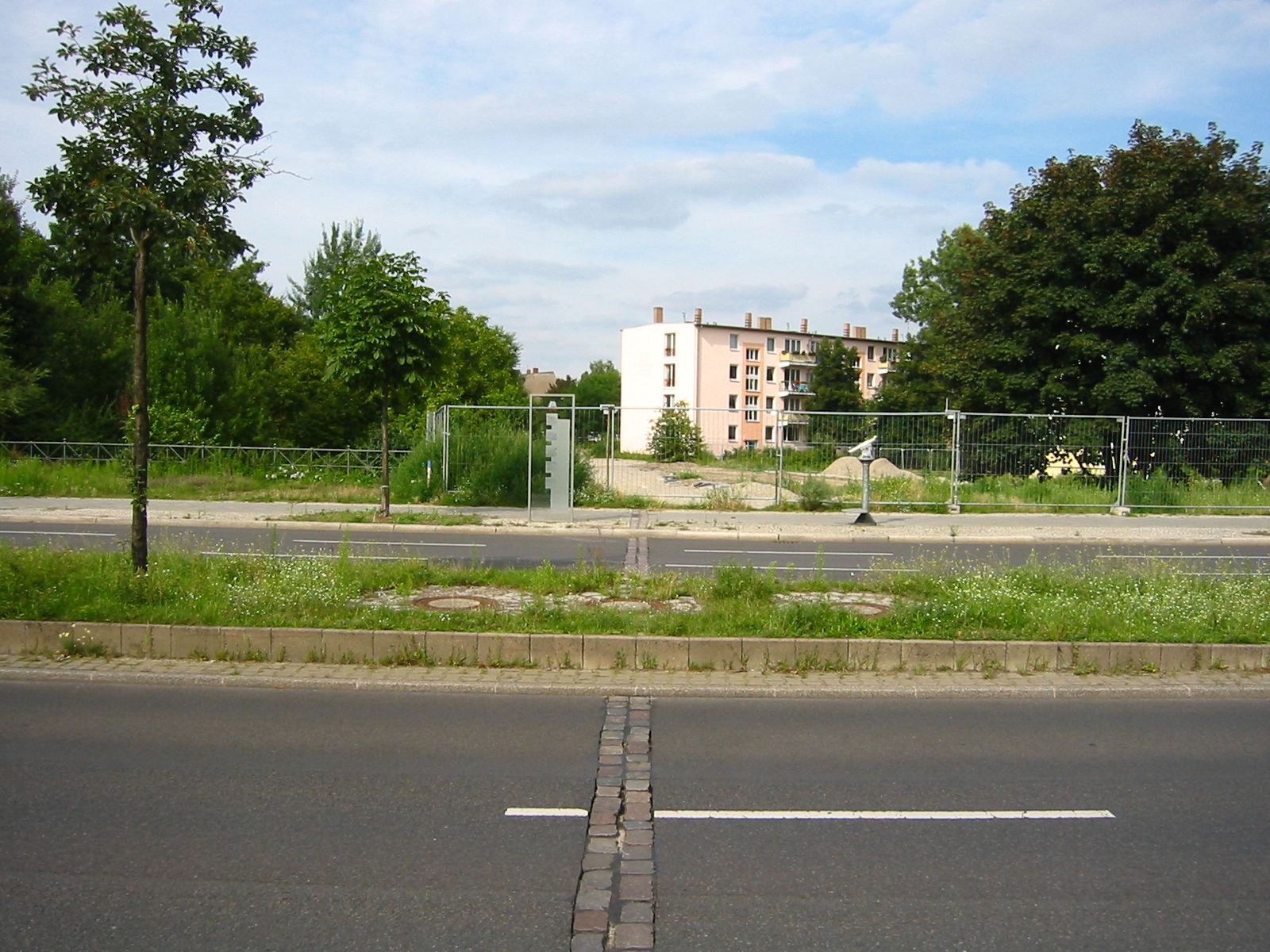
Großpflastersteine markieren den ehemaligen Grenzverlauf

In der Sonnenallee, Höhe Heidekampgraben, wurde am 20. März 1993 ein kupfernes Bodenrelief eingelassen, das von den Künstlern Rüdiger Roehl und Jan Skuin gestaltet worden war. Der Auftrag stammte von den benachbarten Bezirksämtern Treptow-Köpenick und Neukölln, die Übergabe an die Öffentlichkeit erfolgte am 4. Jahrestag der ersten freien Wahlen in der DDR. Die Gedenktafel ist Teil einer im 21. Jahrhundert initiierten Geschichtsmeile Berliner Mauer. Des Weiteren hat die Aktionskünstlerin Heike Ponwitz im Abstand von einigen Metern über den früheren Grenzverlauf hinweg zwei touristische Fernrohre auf Ständern montiert, die als „Symbol für Überwachung in der Vergangenheit, für die Sehnsucht der Menschen nach Ferne und Weite“ dienen sollen. Die Kunstaktion war der preisgekrönte Beitrag eines vom Senat veranstalteten Einladungswettbewerbs und wurde 1999 realisiert. An den Tod von Chris Gueffroy erinnert eine am Britzer Zweigkanal aufgestellte Gedenkstele.
Die Entwicklung der Wohnbevölkerung der Sonnenallee vollzog sich in den letzten Jahren hin zu Internationalität. Zahlreiche Immigranten aus dem Nahen Osten sind hier inzwischen heimisch. Weil von den Einwanderern rund 50 Prozent arbeitslos sind sowie aus unterschiedlichen Kulturkreisen stammen, entstehen häufig Konflikte. Laut Ferda Ataman wird der Kiez deshalb auch als „Gazastreifen“ bezeichnet. Nach dem Terrorangriff der Hamas auf Israel 2023 fanden zahlreiche pro-palästinensische Demonstrationen auf der Sonnenallee statt, unter anderem ein „Generalstreik“ der Geschäfte, bei denen es zu antisemitischen Vorfällen kam.
Knapp 50 Prozent der Kinder und Jugendlichen in der Sonnenallee leben von staatlichen Leistungen.

## Verkehr
Straßenbahnen (zuerst Linie 65, später geändert in Linie 95) und zeitweise auch die Linien 98 und 148 erschlossen die Sonnenallee (Kaiser-Friedrich-Straße) ab dem Beginn des 20. Jahrhunderts in voller Länge. Infolge der Teilung Berlins in vier Sektoren endete die Straßenbahnlinie ab 1953 in Höhe des Heidekampgrabens vor der Sektorengrenze. Der West-Berliner Senat hatte zu Beginn der 1960er Jahre die komplette Einstellung des Straßenbahnbetriebs beschlossen, sodass die Linie 95 durch eine Omnibuslinie ersetzt wurde. Die letzten Straßenbahnen auf der Sonnenallee fuhren 1966 zwischen Saalestraße und dem Von-der-Schulenburg-Park.
 Aktuell (Stand: 2021) verkehren die Metrobuslinie M41 und die Nachtbuslinie N70 durch die Sonnenallee.
Am 11. April 1926 eröffnete die BVG am nördlichen Ende der (heutigen) Sonnenallee den U-Bahnhof Hermannplatz.
Nach dem Streik der Westangestellten der von der Deutschen Reichsbahn betriebenen Berliner S-Bahn wurde der Bahnhof Sonnenallee am 18. September 1980 stillgelegt. Erst einige Jahre nach dem Mauerfall, am 18. Dezember 1997, konnte er nach Neuverlegung der Schienen und Restaurierung der Bahnhofsanlagen wiedereröffnet werden. Weil sich an der Sonnenallee ein innerstädtischer Grenzübergang befunden hatte, konnten von dieser Station bereits im Spätherbst 1989 viele DDR-Bürger in den Westteil der Stadt gelangen.
Für Radfahrer gibt es keine Radverkehrsanlagen, sie müssen also die Fahrbahn nutzen und sich den Ampelphasen anpassen. Daher sind auch manche Radfahrer auf dem Gehweg unterwegs.
Im September 2015 wurden Maßnahmen zur Verbesserung der Situation der überlasteten und von regelmäßiger Pulkbildung betroffenen Metrobuslinie M41 ergriffen: Der Takt in der Hauptverkehrszeit wurde von fünf auf vier Minuten verkürzt. Um den Fahrplan auch einhalten zu können, wurde der vorhandene, kurze Busfahrstreifen vor dem Hermannplatz bis zur Elbestraße verlängert und neue Busfahrstreifen im Bereich Wildenbruchstraße und Treptower Straße angeordnet. Die Busfahrstreifen sind auch für den Radverkehr freigegeben und deswegen größtenteils 4,50 m breit.

## Bebauung und Besonderheiten
Die öffentlichen Bauten zu Beginn des 20. Jahrhunderts wurden maßgeblich von Reinhold Kiehl geprägt, dem Leiter des Hochbauamtes und Stadtbaurat von Neukölln, der unter anderem die Orangerie im Körnerpark, das Rathaus Neukölln sowie das Stadtbad Neukölln gestaltete. In der Sonnenallee geht das Bahnhofsgebäude auf seine Entwürfe zurück. Im Folgenden werden einige denkmalgeschützte oder bedeutsame Gebäude oder Objekte entlang der Straße genannt. Sie sind häufig noch nicht saniert.

### Nördlicher Hausnummernbereich

#### 1–105 (ungerade)
- Nummer 13: Am 24. September 1996 enthüllten der Bezirksbürgermeister und Vertreter eines Opferverbandes eine Gedenktafel am früheren Wohnhaus des Ehepaars Heller. Irmgard Heller und Benno Heller hatten in der Nazizeit unter Lebensgefahr jüdische Mitbürger versteckt. Sie wurden denunziert und zum Tode verurteilt.[51]
- Nummer 21/23: Mietshaus, 1953–1955 von Helmut Ollk.[52]
- Nummer 79: Schule, 1901/1902 von Hermann Weigand, 1906/1907 von Reinhold Kiehl erweitert – eröffnete als Kaiser Friedrich-Realgymnasium, 1929/30 umbenannt in Karl-Marx-Schule. 1933 erhielt die Schule von den Nationalsozialisten wieder ihren alten Namen und wurde 1956 schließlich nach dem Physiker Ernst Abbe benannt.[53]

#### 107–223 (ungerade)
- Nummer 107: Polizeidienstgebäude Ecke Wildenbruchstraße, 1901/1902[54]
- Nummer 111: In den 1930er Jahren bot hier ein kleines Kino (Excelsior-Lichtspielhaus) den Anwohnern ein wenig Abwechslung. Das war eine Außenstelle der Neuköllner Filmtheater GmbH aus der Hermannstraße.
- Nummern 125–133: Wohnanlage (mit Innstraße 31/32, 34 und Stuttgarter Straße 1–6)
 1904–1908 von Patrzek und v. Januszkiewicz im Auftrag der Baugenossenschaft Wohnungsbau-Verein Neukölln eG geplant und ausgeführt – es entstanden nur Vorderhäuser mit kurzen Seitenflügeln und jede Wohnung war mit einer Badewanne ausgestattet (was 1905 als sensationell galt).[55][56] Der zugehörige markante „Turmblock“, ein fünfgeschossiges Wohnhaus an der Sonnenallee 125, ist im Zweiten Weltkrieg zerstört worden.
- Nummer 137: Hier wurde am 12. September 2008 ein Stolperstein zur Erinnerung an das Schicksal von Willa Kolbe verlegt.
- Nummern 191–199: Wohnanlagen von 1925–1929 nach Entwürfen von Bruno Möhring und Hans Spitzner errichtet, 1938 von Walter Kühling erweitert[57]
- Nummer 223: Fabrikgebäude, 1916 von Otto Rehnig[58]

#### 225–415 (ungerade)
- Nummer 225: Nach der politischen Wende 1989 wurde direkt am Neuköllner Schifffahrtskanal und in der Nähe des S-Bahnhofs Sonnenallee mit dem Estrel eines der größten Hotels Europas gebaut. Das Hotel besitzt an der Sonnenbrücke einen eigenen Schiffsanleger. Als Teil des Bauensembles entsteht hier mit dem Estrel Tower seit Mitte 2021 Berlins höchstes Haus.
- Nummer 291: S-Bahnhof Köllnische Heide und Beamtenwohnhaus, 1911–1920 nach Plänen von Karl Cornelius und Heinrich Best erbaut[59]
- Nummern 293–295: Wohnanlage (mit Drosselbartstraße, Planetenstraße, Rübezahlstraße und Wegastraße); 1919–1924 nach Plänen der Architekten Blume und Josef Zizler ausgeführt von Georg O. Richter & Hans Schädel, im Auftrag des Beamten-Wohnungsbauvereins Neukölln[60][61]

### Südlicher Hausnummernbereich
Die Nummern 2 und 4 existieren nicht.

#### 6–106 (gerade)
- Nummer 70: Mietshaus, 1903–1905 von Hermann Serno[62]

#### 108–280 (gerade)
- Nummer 124 (früher: Kaiser-Friedrich-Straße 64): Wohnhaus von Curt Kaiser (1865–1940), Oberbürgermeister von Rixdorf von vor 1910[63] bis 1920
- Nummer 130–132: Mietshaus, 1914–1918 von Fritz Wandray[64]Sonnenallee 262, Fassade saniert 2013

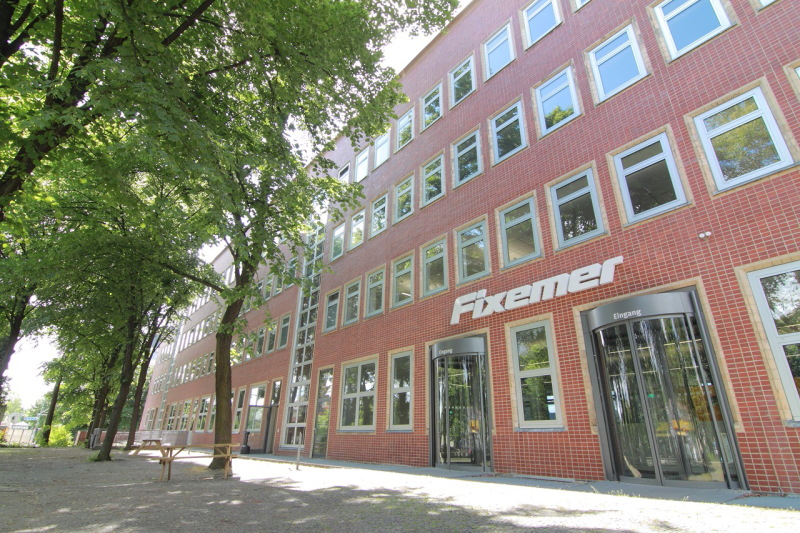
Sonnenallee 262, Fassade saniert 2013

- Nummern 262–280: Ehemals die Agentur für Arbeit Berlin Süd (zur Zeit der Eröffnung Sonnenallee 38–56) entstand 1931/1932 als Arbeitsamt Süd-Ost, das zur „Reichsanstalt für Arbeitsvermittlung“ mit Hauptsitz in Charlottenburg gehörte. Der Gebäudekomplex wurde nach Plänen von Leo Lottermoser gebaut.[65] Am Tag der Eröffnung des Arbeitsamtes, dem 2. März 1932, hatten sich mehrere tausend Personen zur Beantragung von Leistungen eingefunden. Unter den Wartenden gab es handfeste Auseinandersetzungen, sodass Polizeikräfte einschreiten mussten.[66] Von 2012 bis 2018 Niederlassung der Fixemer Logistics GmbH.

#### 282–414 (gerade)
- Am südlichsten Ende der Sonnenallee, auf Ost-Berliner Seite, befand sich ein kleiner Intershop. Neben anderen westlichen Waren wurden dort – anfangs gegen D-Mark, später gegen Forumschecks – auch Farbfernsehgeräte angeboten. In den 1980er Jahren lief auf den eingeschalteten Geräten zeitweise Westfernsehen. Nachdem sich dies in der Bevölkerung im damaligen Stadtbezirk Treptow (Ortsteil Baumschulenweg) herumgesprochen und entsprechende Kommentare ausgelöst hatte, musste das abgestellt werden.
- Zwischen Baumschulenstraße und Heidekampgraben wurden Ende der 1950er und Anfang der 1960er Jahre im Bereich Baumschulenweg viergeschossige Q3A-Bauten (Teilplattenbau) in lockerer Anordnung errichtet. Sie wurden nach der politischen Wende saniert und modernisiert. Ehemalige Tankstelle aus dem Jahr 1938

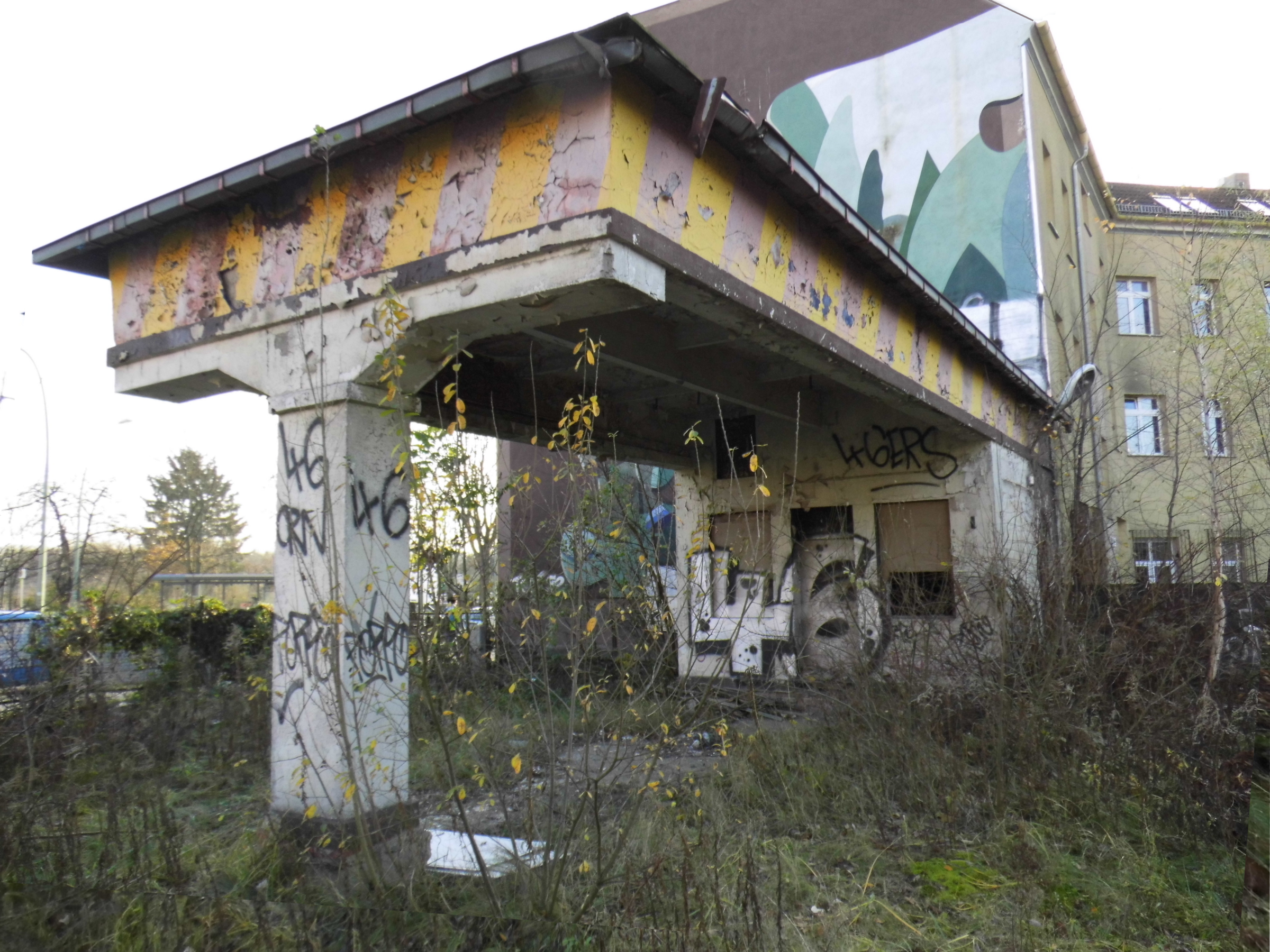
Ehemalige Tankstelle aus dem Jahr 1938

- Nummer 414: Auf diesem Grundstück standen bis Dezember 2021 noch die Reste einer Tankstelle, die 1938 von der Deutsch-Amerikanischen Petroleum Gesellschaft gebaut und von 1938 bis 1945 als Standard- und Esso-Tankstelle betrieben wurde. Anfang der 1950er Jahre übernahm der VEB Minol den Betrieb der Tankstelle mit Alfons Wasikowski als Pächter, der sie schon vor 1945 leitete. Nach dem Bau der Berliner Mauer 1961 blieb diese Tankstelle weiterhin geöffnet, nur wenige Meter vom innerstädtischen Straßen- und Fußgängerübergang Sonnenallee entfernt. Der Betrieb der Tankstelle wurde Anfang der 1990er Jahre eingestellt. Mitte November 2021 begannen die ersten Abrissarbeiten am Dach und am Kassenhäuschen. Anfang Dezember 2021 waren bereits alle Hochbauten abgetragen.

## Stadtplätze und Parkanlagen
- Nummer 1: Hier markiert der Hermannplatz den Anfang der Allee.
- Nummern 115–123: zwischen Finow- und Innstraße befindet sich ein frühzeitig angelegter kommunaler Spielplatz.
- Zwischen den Nummern 163 und 165: Etwa in der halben Länge der Sonnenallee grenzt auf der nördlichen Straßenseite der Hertzbergplatz an die Trasse.
- Nummern 165–179: Neben dem Stadtplatz folgt der Hertzberg-Sportplatz, wie oben berichtet, als Sportstätte für einen Neuköllner Fußballklub.
- Nummern 293–295: Hier befindet sich der 1919 angelegte Schulenburgpark mit Märchenbrunnen. Er wurde 1924 von Ottokar Wagler modernisiert und 1935 mit einem Brunnen „Deutscher Wald“ nach Entwurf von Ernst Moritz Geyger ausgestattet. 1970 mussten die Grünanlage saniert und der Brunnen restauriert werden, letzteres führte Katharina Szelinski-Singer aus. Eine weitere Sanierung der Skulpturen erfolgte jüngst durch Anna Bogouchevskaia.[67]
- Nummern 284–290 auf der südlichen Straßenseite: tangieren den Venusplatz, der eher eine extra benannte Straßenkreuzung mit der Planetenstraße darstellt.

## Wohnanlagen

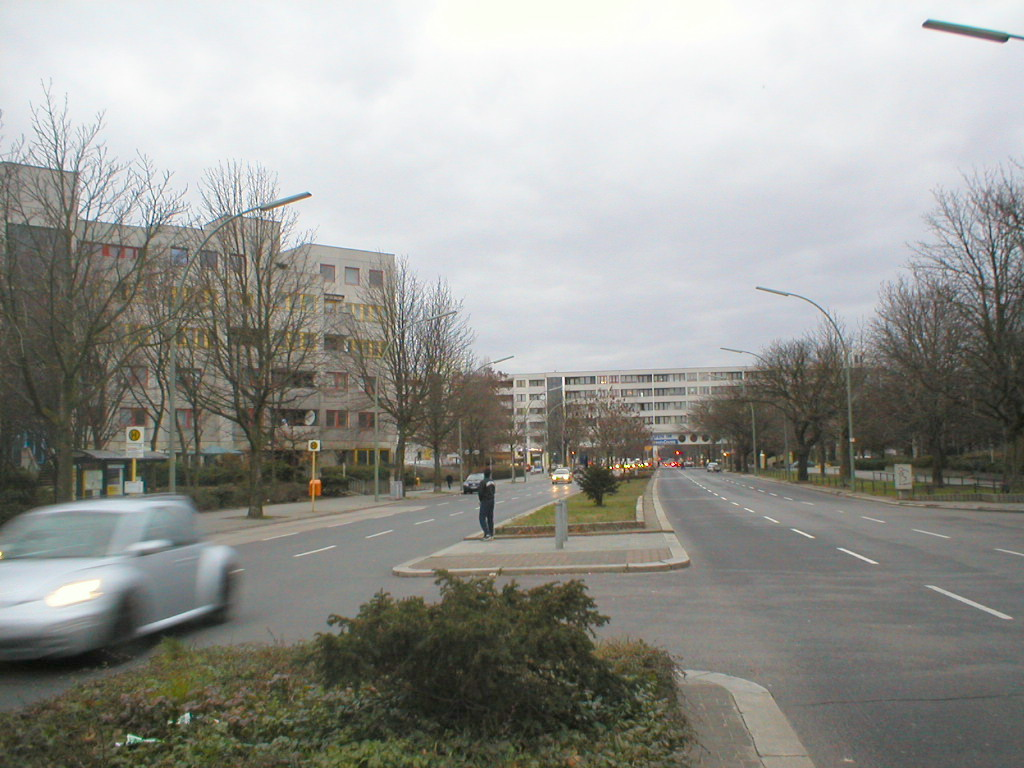
Über die Straße gebautes Brückenhaus der High-Deck-Siedlung

- Südlich des Von-der-Schulenburg-Parks, zu beiden Seiten der Sonnenallee entstand in den 1970er und 1980er Jahren die High-Deck-Siedlung. Diese Großsiedlung mit fünf- bis sechsgeschossigen Gebäuden für rund 6000 Bewohner, im Rahmen des Sozialen Wohnungsbaus nach seinerzeit städtebaulich innovativen Plänen von Rainer Oefelein und Bernhard Freund errichtet, wird begrenzt vom Heidekampgraben (Nord und Ost), der Neuköllnischen Allee (Süd) und der Jupiterstraße (West).
- Ein weiteres Wohnviertel nördlich der Sonnenallee beginnt an der Sonnenallee Ecke Dammweg und zieht sich entlang der Aronsstraße in nordwestliche Richtung, begrenzt von Dieselstraße und Nernstweg. Die höhenabgestuften Häuser mit bis zu 18 Stockwerken bilden eine Dominante inmitten einer Villenanlage. Sie sind Großtafelbauten (dem „westlichen Pendant“ der DDR-Plattenbauten) und ihre Silhouette ist gut von der Bahnstrecke der Görlitzer Bahn Richtung Plänterwald und Schöneweide zu sehen.

## Die Sonnenallee in Kunst, Musik und Medien
- Ab 1989 fand einmal jährlich Mitte September auf der Sonnenallee zwischen Pannierstraße und Treptower Straße das Straßenfest „Singende, klingende Sonnenallee“ statt, das sogar schon bis zum Hermannplatz reichte. Immer weniger Interesse der Schausteller führte zu einer zeitlichen Verkürzung des einst erfolgreichen Straßenfestes. 2009 lehnte das Bezirksamt Neukölln die Genehmigung mit der Begründung des erheblich gesunkenen Niveaus endgültig ab.[68] Aus dem anfangs gut besuchten Straßenfest mit Bühnen und Livemusik, Getränkeständen mit Biergartenflair und Fahrgeschäften für die Kleinen[69] war am Ende eine von Markthändlern dominierte Veranstaltung geworden. Das Fest konnte nicht wieder aufleben. Dagegen haben zwei Anwohner die „Weserrakete“ – ein bescheidenes Kulturfestival in den Szenekneipen – rund um die Allee aus der Taufe gehoben, das 2008 startete.[70] Im Internet findet sich noch ein Aufruf für Mitmacher des Festes 2011, die eigentliche Website ist dagegen abgeschaltet. Das führt zu der Annahme, dass dieser neue Kulturversuch für die Sonnenallee gescheitert ist.
- Fassaden der Sonnenallee 307 (Ärztezentrum), 308 und 309 sowie der angrenzenden Jupiterstraße 15 sind großflächig mit Wandbildern der französischen Künstlergruppe CitéCréation gestaltet. Die Werke wurden am 1. November 2010 eingeweiht.[71]
- Rio Reiser hat 1990 auf seinem Studioalbum *** („Sternchen“) ein Lied mit dem Titel Sonnenallee veröffentlicht.
- Das Buch Am kürzeren Ende der Sonnenallee von Thomas Brussig sowie der vorher entstandene Film Sonnenallee schildern das Leben im kürzeren östlichen Teil der Straße während der Existenzzeit der Berliner Mauer. Der Film wurde jedoch nicht in der Sonnenallee gedreht, sondern komplett in den Babelsberger Filmstudios[72] und mit heruntergekommenen Bauten aus der Gründerzeit bestückt. An den von der Filmkulisse Berliner Straße verkörperten Orten bestimmen jedoch auf der Höhe des Grenzübergangs tatsächlich Häuser aus den 1950er Jahren das Straßenbild.